# Japananus aceri
Japananus aceri är en insektsart som beskrevs av Matsumura 1914. Japananus aceri ingår i släktet Japananus och familjen dvärgstritar. Inga underarter finns listade i Catalogue of Life.